# Hyde Park am Hudson
Hyde Park am Hudson (Originaltitel: Hyde Park on Hudson) ist eine britische Filmkomödie des Regisseurs Roger Michell aus dem Jahr 2012.

## Handlung
An einem Juni-Wochenende im Jahr 1939 – die große Wirtschaftsdepression ist gerade erst überwunden, und der Zweite Weltkrieg steht kurz bevor – erwarten US-Präsident Franklin D. Roosevelt und seine Gattin Eleanor auf ihrem Landsitz in Hyde Park am Hudson River hohen Besuch: Als erste britische Monarchen überhaupt beehren König George VI und seine Gemahlin Königin Elizabeth die USA mit einer geschichtsträchtigen Stippvisite. Und noch ein weiterer Gast weilt an diesem Wochenende auf dem Familienanwesen der Roosevelts: Margaret ‚Daisy‘ Suckley, eine entfernte Cousine des Präsidenten, mit der er eine Liebesaffäre unterhält. Es bahnt sich ein stürmisches Wochenende mit allerhand Heimlichtuereien, verkrampften Picknicks, politischen Differenzen, Hot Dogs, britischem Snobismus und nächtlichen Eskapaden an, das die Befürchtungen aller Beteiligten weit übertreffen wird und am Ende doch die beiden Nationen näher aneinander rücken lässt.

## Hintergrund
Anfang März 2011 begann Produzent Roger Michell US-amerikanische Schauspieler für die Besetzung von Roosevelt und Suckley zu suchen. Bill Murray sagte Ende März für die Rolle als Präsident Roosevelt zu.
Bill Murray spielt Franklin D. Roosevelt, den 32. Präsidenten der Vereinigten Staaten von Amerika, der im Laufe von vier Amtsperioden gegen die Folgen der Großen Depression von 1929, Gehproblemen aufgrund seiner Polio und den Expansionsdrang Adolf Hitlers ankämpfte und aus all diesen Konflikten siegreich hervorging. Laura Linney verkörpert Margaret ‚Daisy‘ Suckley, seine Cousine fünften Grades und heimliche Geliebte. Die wahre Margaret Suckley wurde 99 Jahre alt. Erst als man nach ihrem Tode im Jahr 1991 eine Kiste mit Briefen und Tagebüchern unter ihrem Bett fand, war ihre ganz besondere Beziehung zum Präsidenten kein Geheimnis mehr. Inspiriert von diesen Tagebüchern wollte Regisseur Roger Michell einen Blick hinter die Kulissen der Weltgeschichte werfen. Das Drehbuch schrieb Richard Nelson, der die wahre Margaret Suckley kurz vor ihrem Tod traf.

## Veröffentlichung
Hyde Park am Hudson feierte seine Weltpremiere auf dem Telluride Film Festival am 31. August 2012, danach noch einmal beim Toronto International Film Festival am 10. September 2012. US-Filmstart war am 7. Dezember 2012. In Großbritannien startete der Film am 1. Februar 2013. Bundesweiter Kinostart in Deutschland war am 28. Februar 2013 im Verleih von Tobis Film. 

## Kritiken
Obwohl Bill Murray in der Titelrolle gelobt wurde und Kritiker wie Roger Ebert sich positiv über den Film zeigten, erhielt er insgesamt nur durchwachsene bis negative Kritiken. Insgesamt würde der Film Kritiker und Publikum enttäuschen, so der Kritikerkonsens bei Rotten Tomatoes. Bei Rotten Tomatoes erreichte der Film, basierend auf 168 Kritiken, eine Bewertung von 37 Prozent.

## Auszeichnungen
Golden Globe Awards 2013
- Nominierung in der Kategorie Bester Darsteller in einer Komödie/Musical für Bill Murray[6]